# Municipio de Middle Fork (Carolina del Norte)
El municipio de Middle Fork (en inglés: Middle Fork Township) es un municipio ubicado en el  condado de Forsyth en el estado estadounidense de Carolina del Norte. En el año 2000 tenía una población de 6.779 habitantes.

## Geografía
El municipio de Middle Fork se encuentra ubicado en las coordenadas 36°10′18.25″N 80°11′37.32″O / 36.1717361, -80.1937000.